# Eugène Salami
Eugène Salami (Abuja, 4 marzo 1987) è un calciatore nigeriano, attaccante del Kiskőrös.

## Carriera
Il 17 febbraio 2011 viene acquistato a titolo definitivo dalla squadra ungherese del Debrecen.

## Statistiche

### Presenze e reti nei club
Statistiche aggiornate al 4 maggio 2021.
| Stagione        | Squadra         | Campionato      | Campionato | Campionato | Coppe nazionali | Coppe nazionali | Coppe nazionali | Coppe continentali | Coppe continentali | Coppe continentali | Altre coppe | Altre coppe | Altre coppe | Totale | Totale |
| Stagione        | Squadra         | Comp            | Pres       | Reti       | Comp            | Pres            | Reti            | Comp               | Pres               | Reti               | Comp        | Pres        | Reti        | Pres   | Reti   |
| --------------- | --------------- | --------------- | ---------- | ---------- | --------------- | --------------- | --------------- | ------------------ | ------------------ | ------------------ | ----------- | ----------- | ----------- | ------ | ------ |
| feb.-giu. 2011  | Debrecen        | NBI             | 9          | 1          | CU+CdL          | 0+3             | 0+1             | -                  | -                  | -                  | -           | -           | -           | 12     | 2      |
| ago.-dic. 2011  | Nyíregyháza     | NBII            | 12         | 8          | CU              | -               | -               | -                  | -                  | -                  | -           | -           | -           | 12     | 8      |
| gen.-giu. 2012  | Debrecen        | NBI             | 0          | 0          | CU+CdL          | 1+2             | 0               | -                  | -                  | -                  | -           | -           | -           | 3      | 0      |
| 2012-2013       | Kecskemét       | NBI             | 20         | 4          | CU+CdL          | 0+4             | 0+3             | -                  | -                  | -                  | -           | -           | -           | 24     | 7      |
| 2013-2014       | Teplice         | 1L              | 25         | 3          | CRC             | 0               | 0               | -                  | -                  | -                  | -           | -           | -           | 25     | 3      |
| 2014-2015       | Teplice         | 1L              | 11         | 3          | CRC             | 2               | 1               | -                  | -                  | -                  | -           | -           | -           | 13     | 4      |
| Totale Teplice  | Totale Teplice  | Totale Teplice  | 36         | 6          |                 | 2               | 1               |                    | -                  | -                  |             | -           | -           | 38     | 7      |
| Totale carriera | Totale carriera | Totale carriera | 77         | 19         |                 | 12              | 5               |                    | -                  | -                  |             | -           | -           | 89     | 24     |

## Palmarès

### Club

#### Competizioni nazionali
- Coppa d'Ungheria: 1

Debrecen: 2011-2012
- Campionato ungherese: 1

Debrecen: 2011-2012